# Franconia (New Hampshire)
Franconia ist der Name einer Town im Grafton County von New Hampshire, einem der Neuenglandstaaten der USA. Es liegt an einem Pass der White Mountains. Der Name bezieht sich auf Franken in Deutschland. Das U.S. Census Bureau hat bei der Volkszählung 2020 eine Einwohnerzahl von 1.083 ermittelt.

## Geographie

### Lage
Franconia liegt im Norden der White Mountains an einem Pass über die Berge, der Franconia Notch. Im Norden grenzt Franconia an Bethlehem, im Osten an Lincoln, im Süden an dieses und Easton und im Westen an Sugar Hill.

### Berge
In Franconia liegen die Twin Mountains, der North Twin Mountain auf der Gemeindegrenze zu Bethlehem, der South Twin Mountain südlich davon, ferner der Mount Garfield, Mount Lincoln und Mount Lafayette östlich sowie dem Cannon Mountain westlich der 555 Meter hohen Franconia Notch mehrere der 4000-Fußer New Hampshires. Der Mount Lafayette ist mit 1596 Metern die höchste Erhebung in Franconia und der höchste Gipfel der Franconia Range, der Bergkette östlich der Franconia Notch. Am Cannon Mountain, bis 1972 Profile Mountain, befand sich bis zu deren endgültigem Zerfall im Jahre 2003 die als Old Man of the Mountain bekannte Felsformation, das Staatssymbol New Hampshires.

### Gewässer
Im Pass liegen der Echo Lake, der nach Norden zum Ammonoosuc River entwässert, und der Profile Lake, dessen Abfluss der Pemigewasset River ist. Nahe der Grenze zu Bethlehem entspringen die beiden Quellarme des Gale River, die sich in Bethlehem vereinen und durch Franconia zum Ammonoosuc fließen. Im Osten Franconias entspringt der Franconia River, ein rechter Nebenfluss des East Branch Pemigewasset.

### Gemeindegliederung
Ortsteile sind Franconia, Franconia Notch und Mittersill.

## Geschichte
Um 1760 herum begann man, die Gegend um die heutige Stadt herum Franconia zu nennen. Die Besiedlung wurde unter diesem Namen am 14. Februar 1764 genehmigt. Nachdem die Eigentümer nichts unternahmen, um Siedler zu gewinnen, wurde die Konzession am 8. Juni 1772 erneut vergeben, diesmal unter dem Namen Morristown, zu Ehren eines der neuen Konzessionäre, und für ein größeres Gebiet, das Teile des heutigen Lincoln umfasste. Dies führte in der Folge zu Auseinandersetzungen zwischen den Eigentümern und Siedlern beider Konzessionen, die letztlich dazu führten, dass bereits ansässige Siedler ihr Land erneut von den Inhabern der anderen Konzession erwerben mussten. Wann genau die Auseinandersetzungen endeten lässt sich nicht mit Sicherheit feststellen. Der Name Franconia taucht bis 1782 nicht in den Steuerbüchern auf. 1792 wurde eine Bittschrift um Entschädigung eingereicht. Die Entscheidung fiel letztlich zugunsten der Inhaber der ersten Konzession. Die Auseinandersetzungen bremsten die Besiedlung. Die ersten Siedler kamen 1774. Im Jahre 1859 hatte Franconia unter anderem vier Sägemühlen, zwei Fabrikationen von Bettgestellen, zwei Schmieden, einen Hersteller von Kisten, daneben sieben Schulbezirke, eine Kirche, zwei große Hotels und zwei Postämter, Village und Flume. 1875 waren es drei Hotels und sieben oder acht weitere Beherbergungsbetriebe, und die Zahl der Sommergäste, die sich länger in Franconia aufhielten, belief sich auf ungefähr 700. Nahezu jedes Haus nahm einige Gäste auf. Zu den weiteren Einkommensquellen gehörte die Produktion von Ahornsirup und Stärke. Die Sägen produzierten Fassaden- und andere Bretter und Schindeln. Weitere Produkte waren Schuhe, Möbel und Eisenwaren.

### Eisenverarbeitung

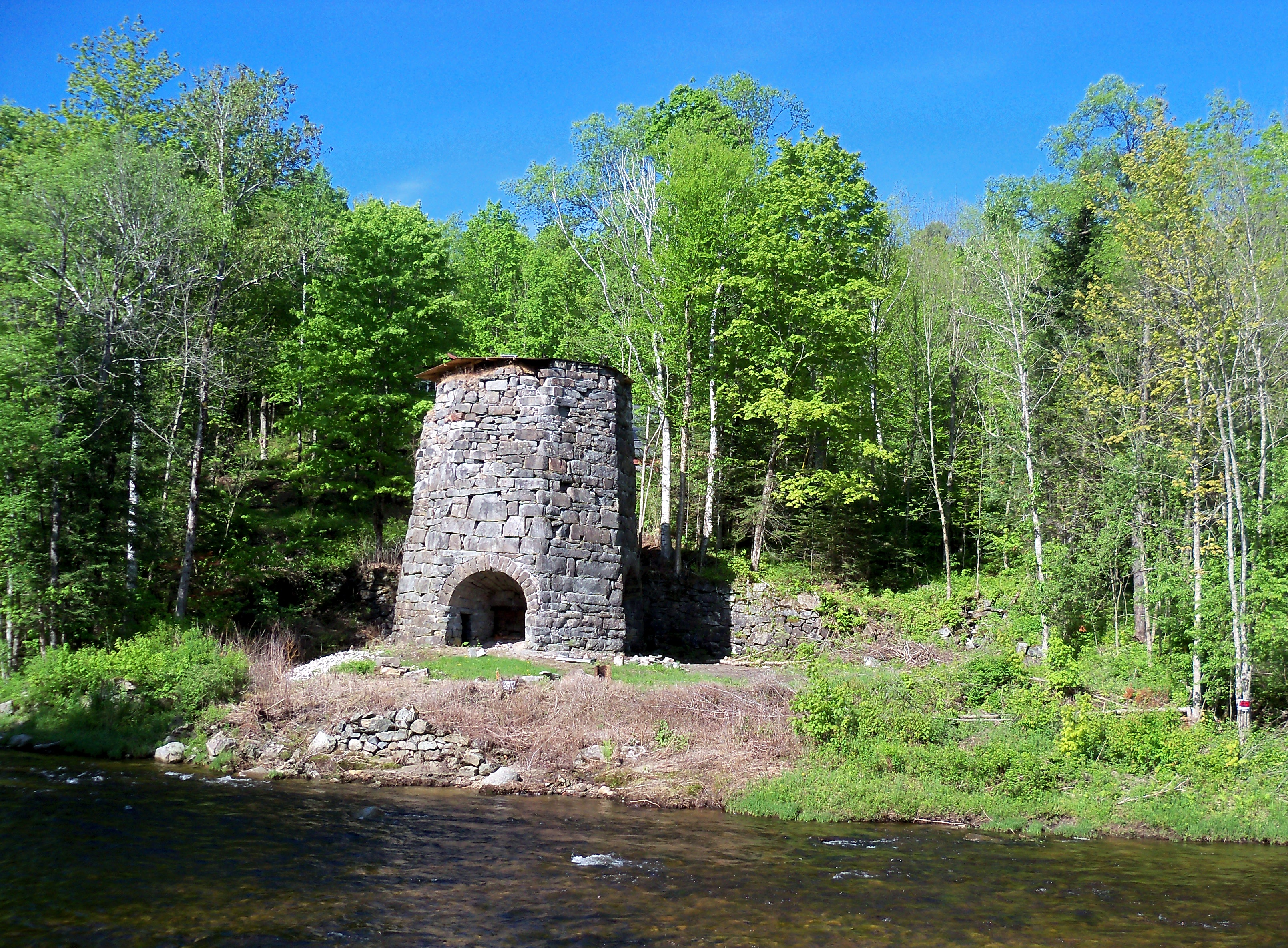
Historischer Rennofen in Franconia

In Sugar Hill, damals noch Teil von Lisbon, war zwischen 1790 und 1800 ein Eisenerzvorkommen mit einem Eisenanteil von 50–60 % entdeckt worden. Der Abbau begann um 1801. In Franconia am Gale River entstanden ab 1801 zwei Verhüttungs- und Verarbeitungsbetriebe, von denen der eine 1801 oder 1802 als Schmiedebetrieb entstand und 1805 zur New Hampshire Iron Factory Company wurde. 1810 gehörten zu der Hütte ca. 22 km² Wald, eine Farm, Säge- und Kornmühle, Taverne und Kochhaus, ein Unterkunftsgebäude für die Arbeiter an der Mine in Sugar Hill sowie Läden in Franconia und Bath. Dieser Betrieb bestand in unterschiedlichen Formen und Namen bis nach dem Sezessionskrieg. 1808 entstanden nur eine Meile stromauf entfernt die Haverhill and Franconia Iron Works. Dieser Betrieb brannte 1827 ab, wurde wieder aufgebaut und war bis mindestens 1833 tätig. Die Minen gehörten den Eigentümern der Hütten, die den Abbau an Subunternehmer vergaben. Produziert wurden Roheisen, Eisenbarren und fertige Eisengegenstände wie Kochgeschirr und Öfen, Ketten, Schaufeln, Sicheln und anderes. Ein Großteil der Produkte wurde vor Ort verkauft. Neben dem Erz aus der Mine wurde der zur Verhüttung benötigte Kalk aus Lisbon und Haverhill geholt, die Holzkohle kam aus den firmeneigenen Wäldern. 1859 schrieb eine Beschreibung Neuenglands den Wohlstand Franconias der Eisenverarbeitung zu. Zwischen zwei- und dreihundert Tonnen Roh- und Barreneisen wurden im Jahr produziert. Im gleichen Jahr wurde der Ofen errichtet, dessen Reste heute noch zu sehen sind. 1875 war der Betrieb von Minen und Öfen eingestellt. Es gab Anfang der 1880er Jahre Bestrebungen, Abbau und Verhüttung wieder aufzunehmen, doch 1884 zerstörte ein Großfeuer die wichtigsten Produktionsanlagen.
Zeugnisse des reichen Rohstoffangebotes sind die heute noch erhaltenen Brückenkonstruktionen des ausgehenden 19. Jahrhunderts.

### Profile House

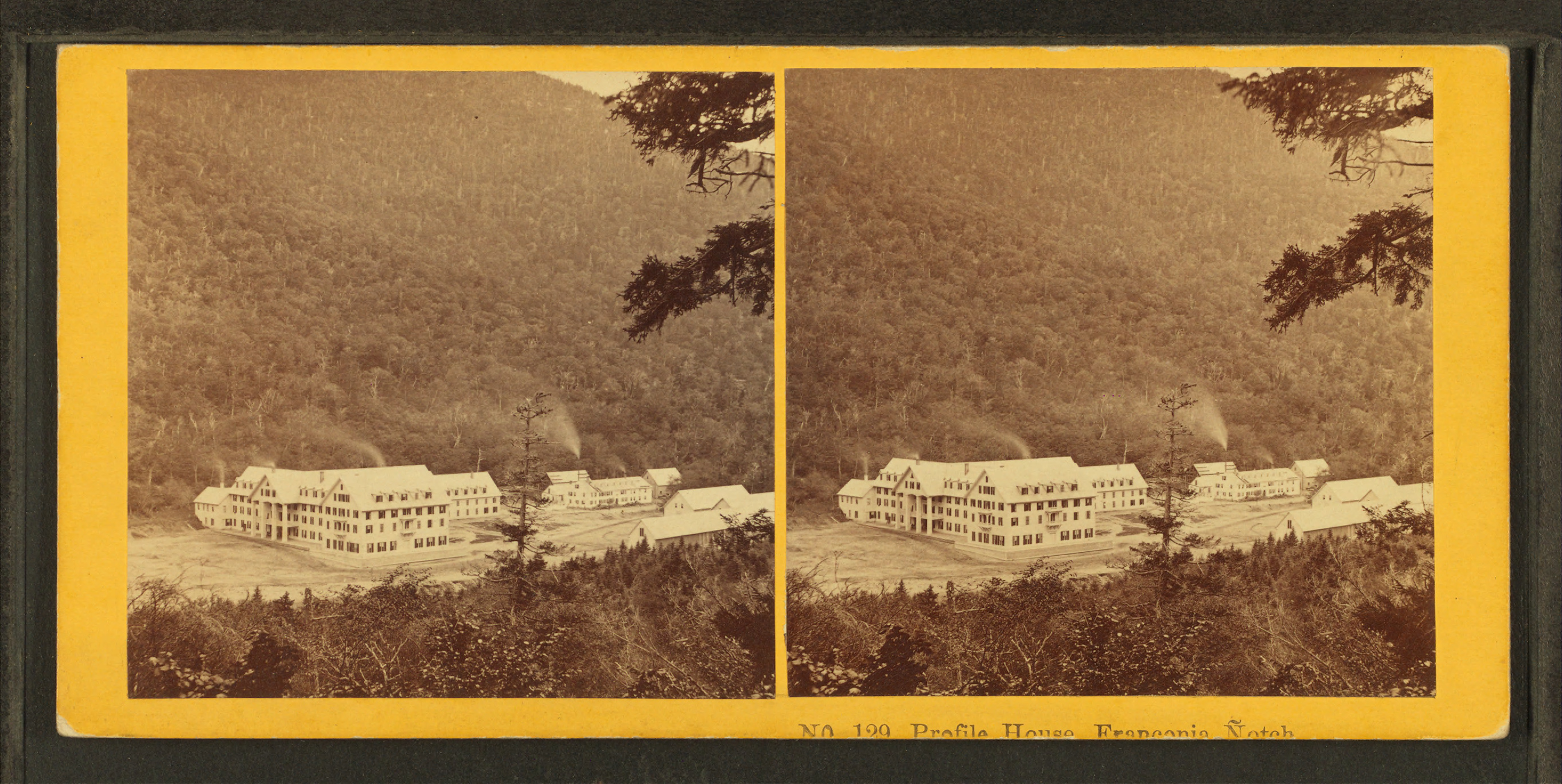
Das Profile House zwischen 1865 und 1890

1852 kaufte ein Hotelier, der bereits im Gebiet der Franconia Notch tätig war und das Flume House betrieb, das Lafayette House am Nordausgang des Passes und errichtete dort das Profile House. Es eröffnete 1853 als dreieinhalbstöckiges Gebäude, wurde wiederholt erweitert und entwickelte sich zu einem ausgedehnten Komplex, der bis zu 500 Gäste aufnehmen konnte und ab 1868 um einzeln stehende Cottages erweitert wurde, die mit dem Haupthaus durch überdachte Stege verbunden waren. Nachdem die Anfrage nach einem eigenen Anschluss an die Bahngesellschaft, der die Strecke durch Bethlehem im Norden gehörte, abschlägig beschieden worden war, wurde unter Verwendung der Trasse einer im Vorjahr aufgegebenen Waldbahn eine Schmalspurbahnstrecke zum Hotel gebaut, damit die Gäste den Weg vom Bahnhof nicht mehr mit Kutschen zurücklegen mussten. Ein Bau der Bahn von Süden aus Lincoln wurde nie verwirklicht. Neben der Bahn gehörte ein Golfplatz zum Hotel. Es gab Plätze für Tennis, Federball und Krocket, Reitställe, ein Bootshaus mit hoteleigenen Dampfboot, eine Bowlingbahn, Billard- und Musikzimmer und einen Souvenirshop. Zur Versorgung diente ein eigener Farmbetrieb mit Gewächshaus und Kuhherde, eine Fischzucht und ein eigenes Kraftwerk. Daneben gab es Wohngebäude für die Angestellten, Post- und Telegraphenamt und einen Friseur. Zum Hotel gehörten umliegende Ländereien, auf denen nicht nur die Landwirtschafts- und sonstigen Versorgungsbetrieben lagen, sondern auch Touristenattraktionen wie der Old Man, Basin, Pool und Flume.

### Bevölkerungsentwicklung
| Volkszählungsergebnisse – Franconia, New Hampshire | Volkszählungsergebnisse – Franconia, New Hampshire | Volkszählungsergebnisse – Franconia, New Hampshire | Volkszählungsergebnisse – Franconia, New Hampshire | Volkszählungsergebnisse – Franconia, New Hampshire | Volkszählungsergebnisse – Franconia, New Hampshire | Volkszählungsergebnisse – Franconia, New Hampshire | Volkszählungsergebnisse – Franconia, New Hampshire | Volkszählungsergebnisse – Franconia, New Hampshire | Volkszählungsergebnisse – Franconia, New Hampshire | Volkszählungsergebnisse – Franconia, New Hampshire |
| Jahr                                               | 1775                                               | 1790                                               | 1800                                               | 1810                                               | 1820                                               | 1830                                               | 1840                                               | 1850                                               | 1860                                               | 1870                                               |
| -------------------------------------------------- | -------------------------------------------------- | -------------------------------------------------- | -------------------------------------------------- | -------------------------------------------------- | -------------------------------------------------- | -------------------------------------------------- | -------------------------------------------------- | -------------------------------------------------- | -------------------------------------------------- | -------------------------------------------------- |
| Einwohner                                          | 29                                                 | 72                                                 | 129                                                | 358                                                | 373                                                | 447                                                | 523                                                | 584                                                | 708                                                | 549                                                |
| Jahr                                               | 1880                                               | 1890                                               | 1900                                               | 1910                                               | 1920                                               | 1930                                               | 1940                                               | 1950                                               | 1960                                               | 1970                                               |
| Einwohner                                          | 550                                                | 594                                                | 655                                                | 504                                                | 440                                                | 514                                                | 568                                                | 549                                                | 491                                                | 655                                                |
| Jahr                                               | 1980                                               | 1990                                               | 2000                                               | 2010                                               | 2020                                               | 2030                                               | 2040                                               | 2050                                               | 2060                                               | 2070                                               |
| Einwohner                                          | 743                                                | 823                                                | 926                                                | 1104                                               | 1083                                               |                                                    |                                                    |                                                    |                                                    |                                                    |

Das Durchschnittseinkommen liegt für Männer bei etwa 44.000 Dollar, für Frauen bei 53.000 $, wobei zwei Prozent der Ortsansässigen von einem Einkommen unterhalb der Armutsgrenze leben (Stand 2019).

## Infrastruktur und Gemeindeeinrichtungen
Franconia hat neben der gemeindeeigenen Polizei eine Freiwillige Feuerwehr, Freiwillige sind auch die Mitarbeiter des medizinischen Notdienstes. Das nächstgelegene Krankenhaus ist das Littleton Regional Hospital in Littleton. Eine Grundschule vor Ort gehört zum Lafayette Regional Schulbezirk, die weiterführenden Schulen zum Profile Schulbezirk. Die Gemeinde betreibt die Abbie Greenleaf-Bibliothek und ein Wasserwerk, die Abwasserentsorgung der Haushalte geschieht mit Tanks. Müll wird nach Menge das Abgabe bezahlt, die Teilnahme an einem Recyclingprogramm ist freiwillig.

### Verkehr
Durch Franconia verlaufen die Interstate 93 und die hier abschnittsweise mit dem Interstate zusammengelegte US 3 und US 302 sowie die Staatsstraßen New Hampshire State Routes NH−18, NH–116, NH–117, NH−141 und NH–142. Der Franconia Airport, in Besitz des gleichnamigen Inns, hat ein Grasflugfeld und wird vorwiegend vom örtlichen Segelflugverein genutzt. Der nächstgelegene Flugplatz mit asphaltierter Piste ist der Twin Mountain Airport in Carroll, der nächstgelegene Flughafen mit Linienverkehr ist der Lebanon Municipal Airport in etwa 110 Kilometern Entfernung.

## Personen
- Fred A. Howland (1864–1953), Politiker und Jurist
- Robert Frost (1874–1963), Dichter, besaß eine Farm (siehe Weblinks)
- Ernest Poole (1880–1950), Journalist und Schriftsteller
- Dan Kiley (1912–2004), Landschaftsarchitekt
- Joan Hannah (geb. 1939), Skirennläuferin
- Bode Miller (geb. 1977), Skirennläufer, aufgewachsen in Franconia

## Sehenswürdigkeiten
- Franconia Notch State Park
- Old Man of the Mountain
- Echo Lake
- Cannon Mountain Skigebiet